# 10 Tauri
10 Tauri è una stella nella costellazione del Toro, ha una magnitudine apparente di +4,29 e si trova a 45 anni luce dal sistema solare.
È di classe spettrale F con caratteristiche molto simili al Sole: è poco più massiccia, del 15%, e ha un'età stimata di 5 miliardi di anni o poco più, anche se è 3 volte più luminosa e il raggio è 1,58 volte quello del Sole. La sua classificazione spettrale è F8V, anche se a volte è riportata F9 IV-V, a metà strada tra una normale stella di sequenza principale ed una subgigante, in quanto la stella potrebbe essere nell'ultima fase in cui continua a fondere idrogeno in elio. C'è anche il sospetto che la stella sia una binaria spettroscopica, tuttavia non si è avuta conferma ufficiale a proposito.
È stato rilevato un eccesso di radiazione infrarossa in 10 Tauri; ciò suggerisce l'esistenza di un disco circumstellare orbitante attorno alla stella, ad una distanza media di circa 5,8 UA e con una temperatura di 142 K.
Per le sue caratteristiche, in buona parte simili al Sole, è stata inserita tra gli obiettivi del Terrestrial Planet Finder, missione per la ricerca di pianeti terrestri adatti ad ospitare la vita.